# チアフルチャーマーもも。Cheerful Charmer MOMO
『チアフルチャーマーもも。』は電撃文庫の公式海賊本、電撃Pに収録された書き下ろし作品である。ハセガワケイスケ著、イラストは七草。同著の作品『しにがみのバラッド。』のスピンオフ作品である。

## 概要
作品そのものは2004年夏、電撃hp、電撃の缶詰誌上での通信販売専用で販売された、電撃pでの収録が初出。『しにがみのバラッド。』のキャラクター設定を引用した作品。以降、2005年の電撃hPa、2006年の電撃BUNKOYOMIと3年連続、公式海賊本上に連載がされている。また、『しにがみのバラッド。』ドラマCD内に隠しトラックではあるものの、収録がされている。

## あらすじ
咲ヶ本百萌（以降、百萌）はごく普通の小学五年生。実は咲ヶ本家は先祖代々つづく魔法使いの家系であり、百萌は魔法少女だったのである。この物語は、変身するとなぜかブラック魔法少女になってしまう百萌こと、チアフルチャーマーももが、魔法による世界征服を目指し邁進していくサクセスストーリーであり、彼女に虐げられ続ける使い魔ダニエル（ヘタレ）の不遇の物語でもある。

## 主な登場人物

### Chapter.01より登場
咲ヶ本 百萌（さかもと もも）（モデル：モモ）
主人公。女子高の教師である父と人気少女漫画家の母をもつ天然ボケ気質の小学五年生。ボケそのものは凄まじく、「人の話をほとんど聞かない」（主にダニエルの）、電撃作品内外を問わずに危険用語を連発する「著作権侵害王」（かいぞくおう）の異名を持つ以外はキュートでコケティッシュな少女。
実は先祖代々続く魔法使いの家系であり、魔法少女であるはずなのだが、ピンクのモバイルPCを使って変身しないと魔法は使うことはできず、半人前以下である。これは自身が魔法使いであることを10歳になると自ずと知るという風習そのものが百萌には適用されなかったためである。変身することで、チアフルチャーマーももとなる。
チアフルチャーマーもも
百萌が変身した際の姿。略称はC.C.もも。ピンクのモバイルPCを開きスイッチョスイッチョする事で変身できる。変身した前と後では、髪の色が白に、目が若干つり目になる程度の違いしかない。変身しても服はそのままのため、母親の栞が携えたコスチュームに着替えなくてはならない。
変身前と後では、性格に一番の違いが現われる。変身後は邪悪で腹黒となり、その力を破壊のためだけに使う。
ダニエル
百萌の使い魔。咲ヶ本家に代々使える使い魔の家系の出である。
広日向 明日梨（ひむかい あずり）
百萌のクラスメイトにして大親友。百萌とは聖アンジェリカ女学院の初等部に共に通うお嬢様である。
変身したもものテンションに普通についていけるほどの器量を持ち、多少のことには動じない性格をしている。将来の夢は、変身したC.C.ももの嫁である。
原上 誠悟（はらかみ せいご）
小学校教師。百萌、明日梨の通う聖アンジェリカ女学院初等部にて図工を担当している。本編同様に明日梨とは恋人同士なのだが、その関係は主と下僕の間柄に近く、ダニエルの次に報われない人物である。ドラマCDにより、25歳と設定された。
咲ヶ本 栞（さかもと しおり）
百萌の母親にして人気少女漫画家。29歳。人気アニメ『マジカランドプリチィ・アン』の原作者でもある。昔から創作、特にコスプレには並々ならぬ思い入れがあるらしく、コスプレイヤーの気があるらしい。その気持ちを代弁するかのごとく、もものコスチュームのすべてを手がけている。娘である百萌を偏愛し、夫の桜介とは未だに仲睦まじい。
咲ヶ本 桜介（さかもと おーすけ）
百萌の父にして、女子高の数学担当教師を勤める。冷静沈着な性格の持ち主（沈着すぎてマイペースな気があるものの）であり、嵐的な存在である娘・百萌と、妻・栞を押さえ込むことのできる、咲ヶ本家の縁の下の力持ち的存在である。魔法使いの直系であるため、桜介本人も魔法使いであるのだが、桜介自身は「イマドキ魔法なんて使えても…」と懐疑的である。
栞の高校の一年先輩であり、学生時代から付き合っていた。栞が妊娠したことを機に結婚し、大学に通いながら栞をデビューからささえ続けてきた。
30歳と若く、ハンサムなため、女性徒には人気があるのだが（頻繁に生徒に告白され、時々押し倒され半裸にされてしまうことも）、桜介本人は妻、栞と娘の百萌一筋である。

### Chapter.03より登場
クロエ・ヴァニベル（モデル：黒崎クロエ）
『全マ連』（『全日本マ法使い連盟』）からやってきた魔法少女。15歳のフランス人高校生。当初、『全マ連』から「世界征服をたくらむ魔法少女の陰謀を阻止せよ！」と命を受け百萌たちの前にあらわれ対決になりかけたが、妙な点で意気投合し仲良くなった。
Chaper.04以降では、百萌たちと同じ小学5年生に設定そのものが変更され、百萌、明日梨たちと共に聖アンジェリカ学院初等部に仲良く通っている。通学の際には使い魔であるルーシィをつれて歩いている。天然さでは百萌に勝るとも劣らない。
チアフルチャーマークロエ
クロエが水色のモバイルPC型マジカルアイテムをスイッチョスイッチョすることで変身する。このときモバイルPC には『Cheerful Charmer Chloe'』『Let's WRECK!!』の文字が表記される。もも同様、変身衣装がないため、変身の際には専用コスチュームに着替える。変身すると、金色でウェーブがかっていた髪の毛がスーパーストレートになる。性格のほうも、声色が変身前に比べ多少丸くなり、あずまんが大王の美浜ちよのような声、いい加減な性格となる。初対面時、ももとは一触即発の状況にまで陥るが二人のそのときのコスチュームが日曜の朝8時頃からのアニメ番組に登場の二人組にそっくりであったため、戦うことなく、意気投合した。

### Chapter.04より登場
ドウシー
百萌たちが拾ったDEATH NOTEで死神が所持していたものにそっくりなノート、「ノート・デス」を落とした（正確にはそのノートに化けていた）死神。死神の世界から逃げてきたらしく、ノート・デスを百萌たちに使わせるよう仕向けた。見た目はDEATH NOTEのリュークにそっくりらしい。
「ノート・デス」はそのノートに書き込んだ人間を殺す力を持っているが、その能力には制限があり、3人までにしか行使できない。『アラジンと魔法のランプ』の魔法のランプに近い能力である。
森田 壱吾
柏木やえ子と共に、ドウシーを追ってやってきた死神。「真っ黒い着物に白い帯、手に日本刀」、髪の色/オレンジ、瞳の色/ブラウン、職業/高校生兼、死神代行と、『BLEACH』の黒崎一護にそっくりな外見をしている。その第一印象は、のんびりとしていてマイペース。愛称は「いっちゃん」。
柏木 やえ子
森田壱吾と共に、ドウシーを追ってやってきた死神。壱吾同様、「真っ黒い着物に白い帯、手に日本刀」な服装の上、自己紹介時に『BLEACH』の朽木ルキアを挙げてしまっていることから意識しているらしい。作中での発したセリフから、仕事熱心なこと、相棒の壱吾は既にやえ子に尻にしかれているらしい。愛称は「やえっぺ」。
ルーシィ
クロエのペット兼、使い魔。ウサギのような外見をしている。ダニエル同様、代々仕えてきた使い魔の家系の出らしいが、ダニエルに比べると作中でのその扱われかたは好いようである。毎度、百萌に虐げられるダニエルが洩らした「おムコにゆけない」発言の際には、「じゃあ、ルーシィが（おムコに）もらってあげるよ？」と返している。

## ドラマCD
しにがみのバラッド。momo the girl god of death "cinema" the drama disk
Chapter.02にあたる。
シークレット・トラック Secret track。
CD内のトラックナンバーは「99」番目。
声優はドラマCD『しにがみのバラッド。』と同じである。
キャスト
- 咲ヶ本百萌：能登麻美子
- ダニエル：広橋涼
- 広向井明日梨：村田あゆみ
- 原上誠吾：森田成一